# 棘肛蛙
棘肛蛙（学名：Nanorana unculuanus）为倭蛙屬的两栖动物，是中国的特有物种。分布于云南等地，常见于森林地带山沟、水塘以及草地或倒伏的树干下。其生存的海拔范围为1650至2200米。该物种的模式产地在云南景东。